# Paratge natural d'interès nacional
Un paratge natural d'interès nacional o PNIN és una figura reservada per la legislació catalana a aquells espais o elements naturals caracteritzats per la singularitat dels seus valors naturals des dels punts de vista científic, paisatgístic i educatiu, i declarats així per una llei per tal de garantir-ne la protecció.
Aquesta figura ha fet possible la implantació d'un conjunt de normes de protecció per a aquests paratges protegits: s'hi admeten els usos agrícoles tradicionals, i també els ramaders i silvícoles compatibles amb els objectius concrets de la protecció de l'espai. Hi és d'aplicació el règim urbanístic del sòl no urbanitzable, objecte d'especial protecció als terrenys inclosos dins l'àrea protegida, no s'hi permet la instal·lació d'elements artificials de caràcter permanent que degradin el paisatge, s'hi regulen especialment les activitats cinegètiques, s'hi prohibeix expressament la introducció (sense autorització) d'espècies vegetals o animals que no siguin autòctones i, de forma pionera en normes de posterior generalització, s'hi prohibeixen l'abocament de residus fora dels punts especialment habilitats a tal efecte, la circulació motoritzada per vials no autoritzats sense el permís dels ajuntaments, com també l'encesa de focs fora dels indrets autoritzats.

## Llista dels Paratges Naturals d'interès Nacionals
| Fotografia            | Nom                   | data protecció                     | Comarca          | Localització |
| --------------------- | --------------------- | ---------------------------------- | ---------------- | --- |
| Massís del Pedraforca | Massís del Pedraforca | 6 de maig de 1982, Llei 6/1982     | Berguedà         | El massís del Pedraforca es troba a la comarca del Berguedà, comprèn els termes municipals de Saldes i Gósol                                                |
| Poblet                | Poblet                | 9 de novembre del 1984, Llei 22/84 | Conca de Barberà | La superfície protegida s'emmarca a la comarca de la Conca de Barberà, concretament dins els termes municipals de Vimbodí i Poblet i l'Espluga de Francolí. |
| L'Albera              | L'Albera              | 10 de març de 1986, Llei 3/86      | Alt Empordà      | situat al nord-est de l'Alt Empordà i forma part dels termes municipals de la Jonquera, Espolla i Rabós.                                                    |